# Richard Kiepert
Richard Kiepert (n. 13 septembrie 1846, Weimar, Saxa-Weimar-Eisenach – d. 4 august 1915, Berlin, Imperiul German) a fost un cartograf german născut în Weimar. A fost fiul celebrului geograf Heinrich Kiepert.

## Biografie
Richard Kiepert a studiat geografia și istoria în Berlin și Heidelberg. În 1870, el a călătorit în  Palestina și Asia Mică, revenind să ia parte la Războiul franco-prusac. În 1874, el a primit doctoratul în filosofie la Universitatea din Jena.
Kiepert a pregătit hărți din datele acumulate de exploratorii germani ai Africii care îi includeau pe Friedrich Gerhard Rohlfs (1831-1896) și Heinrich Barth (1821-1865). Două lucrări geografice africane importante ale sale au fost Deutscher Kolonialatlas și Spezialkarte von Deutsch-Ostafrika.
Din 1874 până în 1878 a lucrat la compilarea atlasului Chinei al lui Ferdinand von Richthofen, iar din 1875 până în 1887 a fost redactor al periodicului geografic Globus. Din 1902 până în 1908 a lucrat la Spezialkarte von Kleinasien, o hartă a Asiei Mici care a fost creată pe o scară de 1:400.000. După moartea tatălui său în 1899, el a continuat să lucreze la clasicul Formae Orbis Antiqui al bătrânului Kiepert.
În 1908 Kiepert a primit Medalia Carl Ritter a Societății Geografice din Berlin, iar în 1913 a primit titlul onorific de profesor.